# Bubong
Bubong is een gemeente in de Filipijnse provincie Lanao del Sur in het noorden van het eiland Mindanao. Bij de laatste census in 2007 had de gemeente ruim 23 duizend inwoners.

## Geografie

### Bestuurlijke indeling
Bubong is onderverdeeld in de volgende 36 barangays:
| - Bacolod - Bagoaingud - Bansayan - Basingan - Batangan - Bualan - Bubonga Didagun - Carigongan - Dalaon - Dibarosan - Dilabayan - Dimapatoy | - Dimayon - Dimayon Proper - Diolangan - Guiguikun - Madanding - Malungun - Masorot - Matampay Dimarao - Miabalawag - Montiaan - Pagayawan - Palao | - Panalawan - Pantar - Pendogoan - Pindolonan - Poblacion - Polayagan - Punud - Ramain Bubong - Rogero - Salipongan - Sunggod - Taboro |

## Demografie
Bubong had bij de census van 2007 een inwoneraantal van 23.148 mensen. Dit zijn 4.145 mensen (21,8%) meer dan bij de vorige census van 2000. De gemiddelde jaarlijkse groei komt daarmee uit op 2,76%, hetgeen hoger is dan het landelijk jaarlijks gemiddelde over deze periode (2,04%). Vergeleken met de census van 1995 is het aantal mensen met 9.094 (64,7%) toegenomen.

De bevolkingsdichtheid van Bubong was ten tijde van de laatste census, met 23.148 inwoners op 798,5 km², 29 mensen per km².